# Вериго, Магдалина Брониславовна
Магдалина Брониславовна Вериго (23 января 1891 или 1892, Санкт-Петербург или Одесса, Херсонская губерния — 1994, Москва) — русская и советская художница, живописец, график и переводчик.

## Биография
Родилась в Санкт-Петербурге (по другим источникам — в 1892 году в Одессе). Отец — биофизик Бронислав Вериго (1860—1925).
Художественное образование получила в Одесском художественном училище у Фёдора Соколовича, затем поступила в петербургскую школу Общества поощрения художеств, где преподавал Николай Рерих.
В 1912 году в Париже был издан сборник её стихов «Каменья и металлы». В дальнейшем её поэтические произведения регулярно публиковались в журналах и альманахах. В 1912—1913 годах посещала Академию Рансона в Париже. С 1913 года принимала участие в выставках. В 1915 году в Москве занималась в студии Ильи Машкова.
В 1917 году переехала в Пермь, где до 1919 года преподавала в Пермских высших художественно-промышленных мастерских, в дальнейшем преобразованных в 1921 году в Художественный техникум. В этот период её произведения публиковались в газетах «Народная свобода», «Освобождение России», журнале «Русское приволье».

В 1919—1921 годах председательствовала в секции ИЗО Томского отдела Наробраза. Сведения о её деятельности в этот период основываются прежде всего на исследовании Александра Тихомирова, с которым Вериго поддерживала отношения в течение долгих лет, и в переложении Андрея Крусанова выглядят так: 
Некоторые обозреватели склонны были впоследствии характеризовать период 1920—1921 годов в художественной жизни Томска как «диктатуру „левых“ течений» (А. Н. Тихомиров). Отрывочность сведений не даёт возможности подтвердить или опровергнуть эту характеристику. По имеющимся данным, в Томске была создана секция ИЗО во главе с художницей М. Б. Вериго-Чудновской. За полтора года существования секции члены её выступали «как спаянный одной идейной основой орден пионеров нового мира» (А. Н. Тихомиров)… В то же время под руководством Е. Машкевича в Томске «работала небольшая группа молодых футуристов. Самому активному из них, Оскару Янкусу из Риги, было семнадцать лет. Эта группа молодых людей много и тяжеловесно теоретизировала, писала абстрактные и полуабстрактные этюды, желая выразить в живописных формах понятие динамики»
В 1921—1925 годах вернулась к преподаванию в Перми. В 1926 году переехала в Москву. В этот период в основном занималась живописью, однако в выставках участия не принимала. Переписывалась с философом и филологом Алексеем Лосевым.

## Некоторые работы
- Воспоминания об А. Блоке.
- Искусствоведческое исследование о скульпторе К. Зале.
- Воронка Мальстрема: Стихи. Проза // Новый мир. 1991. № 5.